# D 555 (Türkei)
Die Straße D 555 (Devlet yolu 555) ist eine insgesamt 438 km lange Straße in der Türkei. In ihrem nördlichen Abschnitt ist sie Teil der Europastraße 87. Durch das Marmarameer wird die Straße unterbrochen und in einen europäischen und einen asiatischen Abschnitt geteilt.

## Verlauf
Der Nordteil der Straße in der europäischen Türkei beginnt in Fortsetzung der bulgarischen Straße I-9 an der Grenze zwischen Bulgarien und der Türkei mit dem Grenzübergang Dereköy (41°58′6.53″N, 27°7′38.99″E). Von dort führt sie in generell südsüdwestlicher Richtung über Kırklareli, wo sie die Straße D 020 kreuzt, über die Autobahn Otoyol 3 (Europastraße 80) zur West-Ost-Achse der Straße D 100, auf die sie in Babaeski trifft. Anschließend erreicht sie das südlich gelegene Hayrabolu und nach rund 50 km die Stadt Tekirdağ am Marmarameer, wo der europäische Teil der Straße endet. Zu ihr gehört auch der isolierte Abschnitt von der D 110 westlich von Tekirdağ nach Şarköy.
Südlich des Marmarameers beginnt der asiatische Teil der Straße in dem von Şarköy durch das Meer getrennten Karabiga, die weiter nach Süden über Biga (Kreuzung mit der West-Ost-Achse D 200), Çan am Biga Çayı zur Straße D 230 führt. Mit dieser verläuft sie gemeinsam nach Balıkesir, wo sie sich wieder von ihr trennt und nach Südosten nach Bigadiç und weiter nach Sındırgı führt. Von dort setzt sie sich nach Akhisar fort. Dabei verläuft sie östlich der gleichermaßen die Verbindung von Balıkesir herstellenden Straße D 565. Von Akhisar führt sie schließlich über Gölmarmara nach Salihli, wo sie auf die West-Ost-Achse D 300 trifft. Ein isolierter letzter Abschnitt der Straße führt zum Flughafen Dalaman.